# Жимпіти
Жимпіти́ (каз. Жымпиты) — село, центр Сиримського району Західноказахстанської області Казахстану. Адміністративний центр Жимпітинського сільського округу.
У радянські часи село називалось Джамбейти.
Населення — 5931 особа (2021; 4931 у 2009, 5774 у 1999, 5713 у 1989).